# Meiping
Un vase meiping (chinois : 梅瓶 ; pinyin : méipíng ; litt. « vase prunier ») est un vase chinois en céramique  où sont traditionnellement placées des branches fleuries de prunier
,.
C'est sous la dynastie Tang (618-907) que sont faits, en grès, les premiers meiping
Ceux-ci sont alors utilisés comme récipients à vin, mais à partir des Song (960-1279), ce sont des vases à fleurs de prunier,
ce qui lui vaut son nom de « meiping »

Le vase meiping est étroit dans le bas, et, après un corps plus large, se resserre dans le haut, se terminant par une ouverture étroite ,,
Cette ouverture peut être munie d'un couvercle, mais de nombreux couvercles ont sans doute été perdus. La forme équivalente dans la céramique coréenne, où elle est dérivée d'exemples chinois, est appelée Maebyeong.
Une variante propre aux articles de Cizhou (en) est appelée « meiping tronqué », car la moitié inférieure de la forme traditionnelle en est absente: ce vase est trapu, reposant sur une base large
.

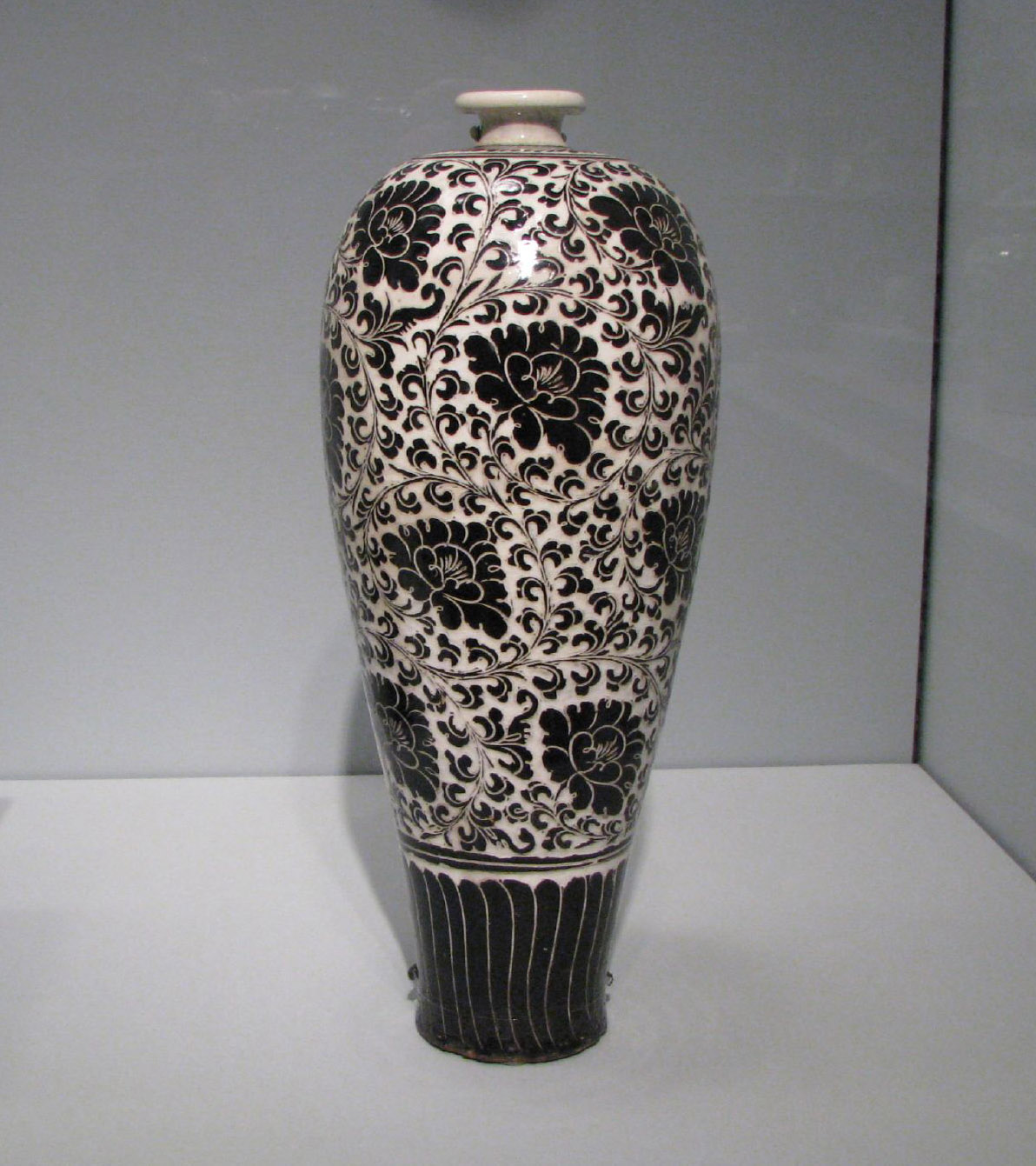
Articles de Cizhou, XIIIe siècle, dynasti Song
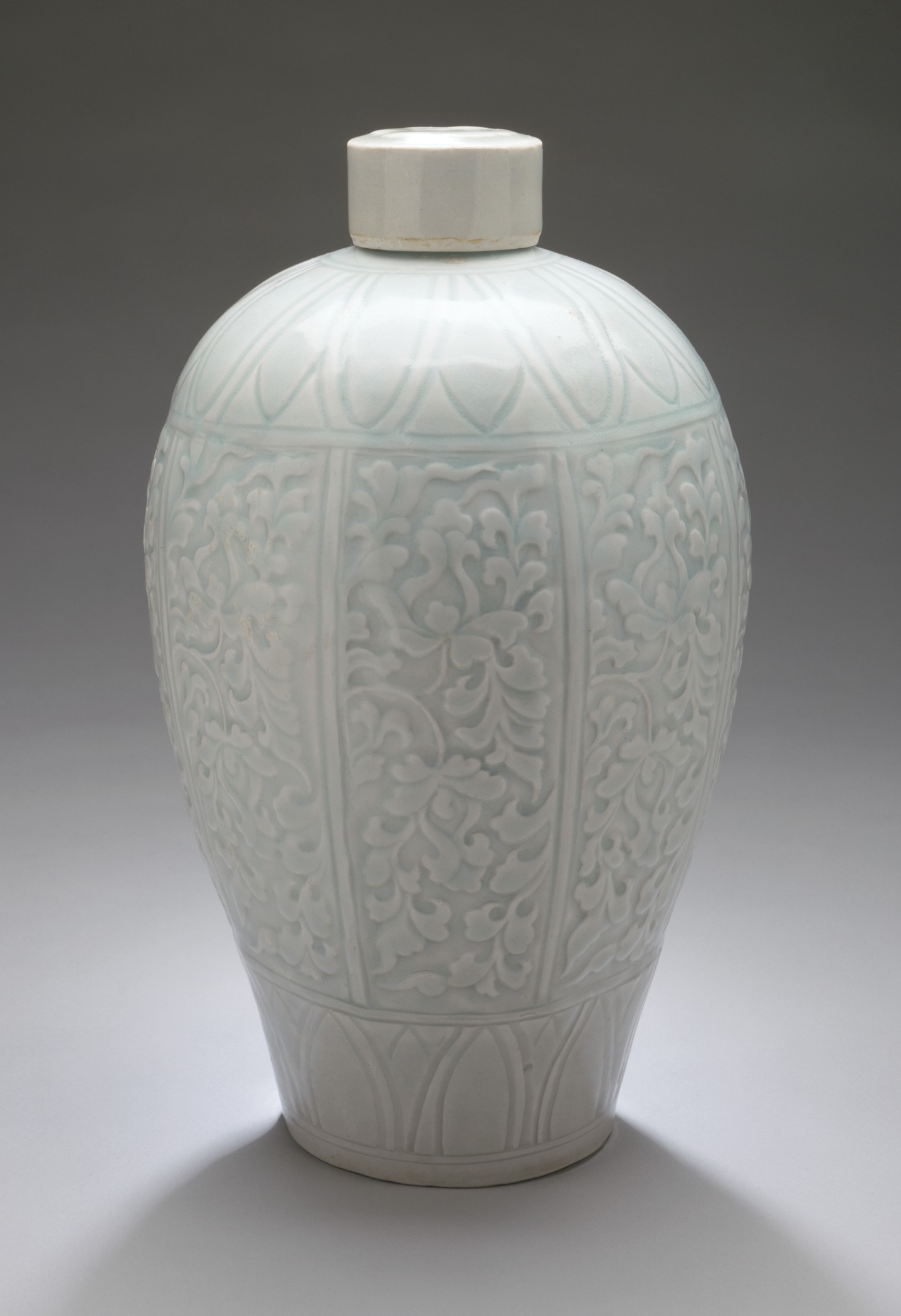
Vase à couvercle avec des gerbes de lotus,articles Qingbai, période des Song du Sud
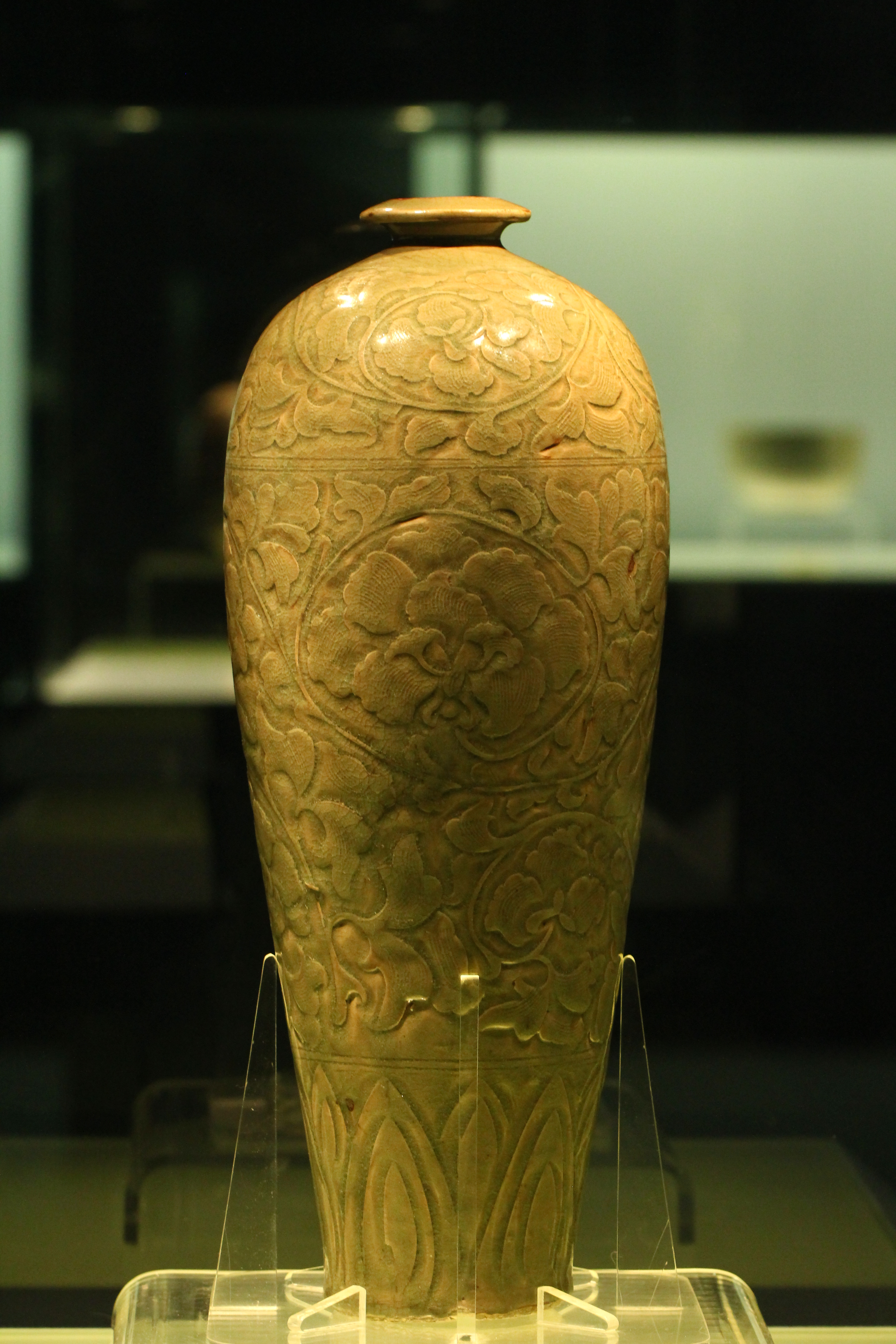
Céladon de Yaozhou, époque Song
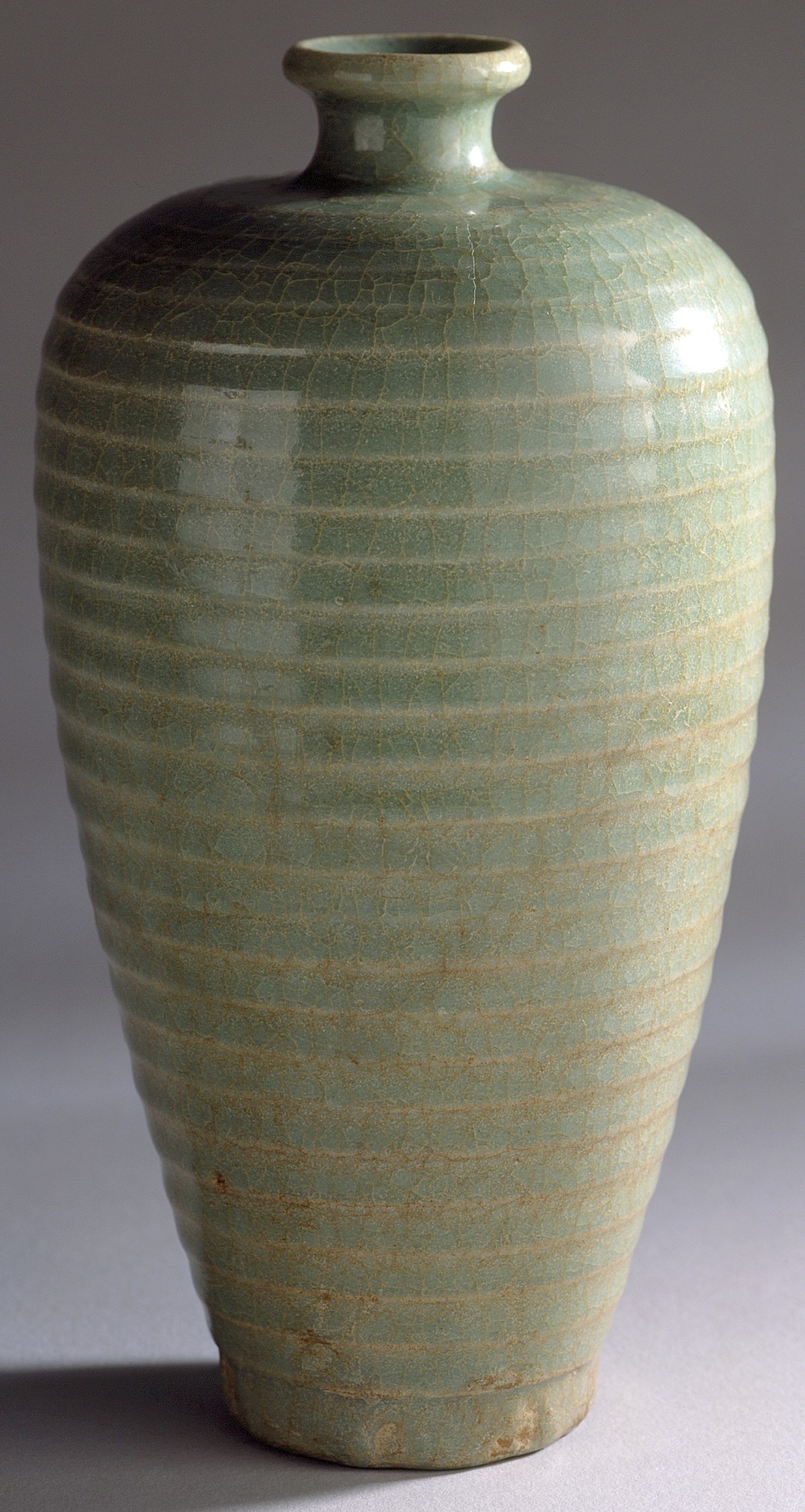
Vase à côtes horizontales, époque Song du Sud
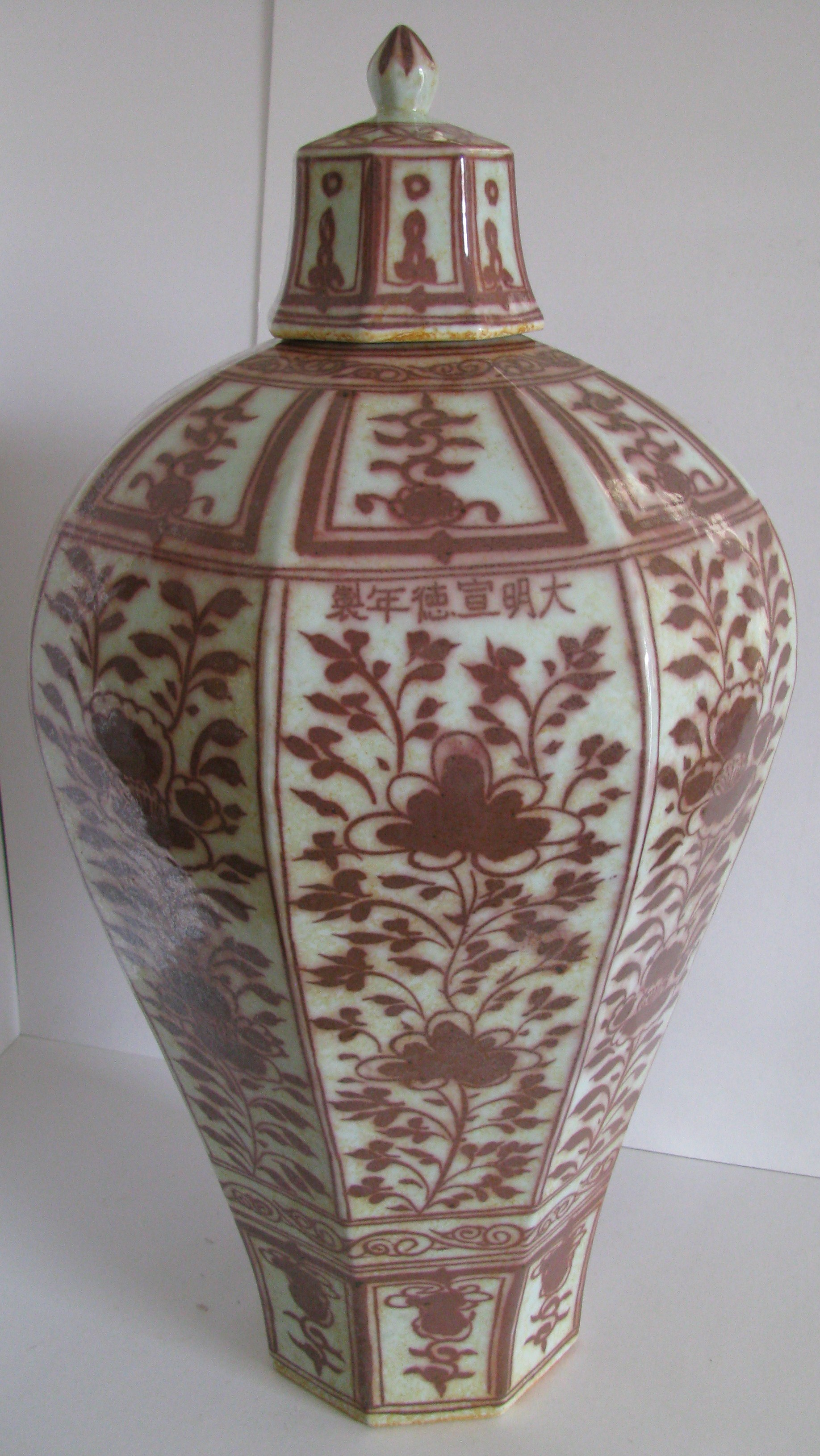
Vase à décor rouge cuivré sous couverte,dynastie Ming
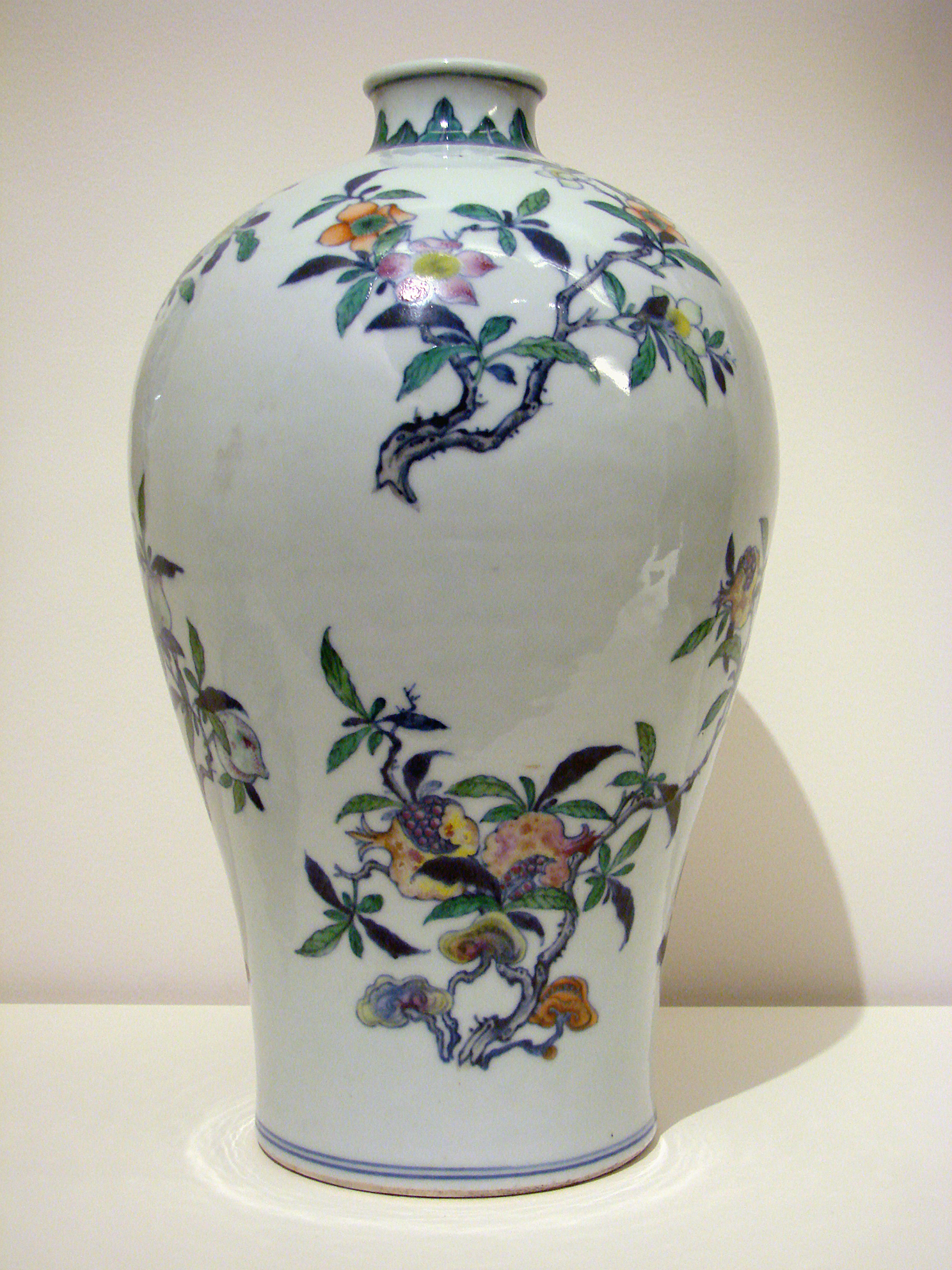
vase du XVIIIe siècle
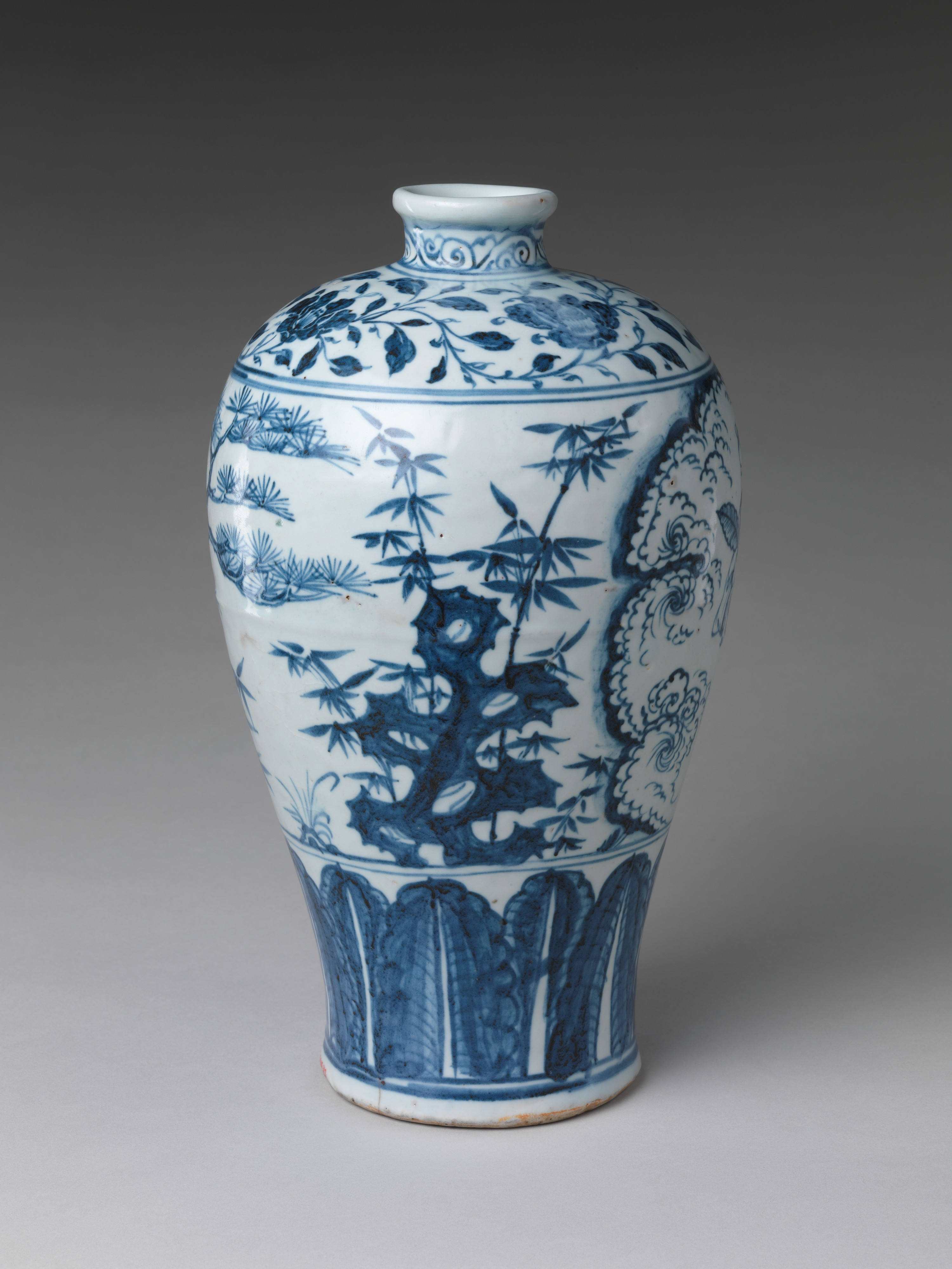
Porcelaine,vaisselle de Jingdezhen, peint en bleu cobalt sous glaçure transparente, XVe siècle
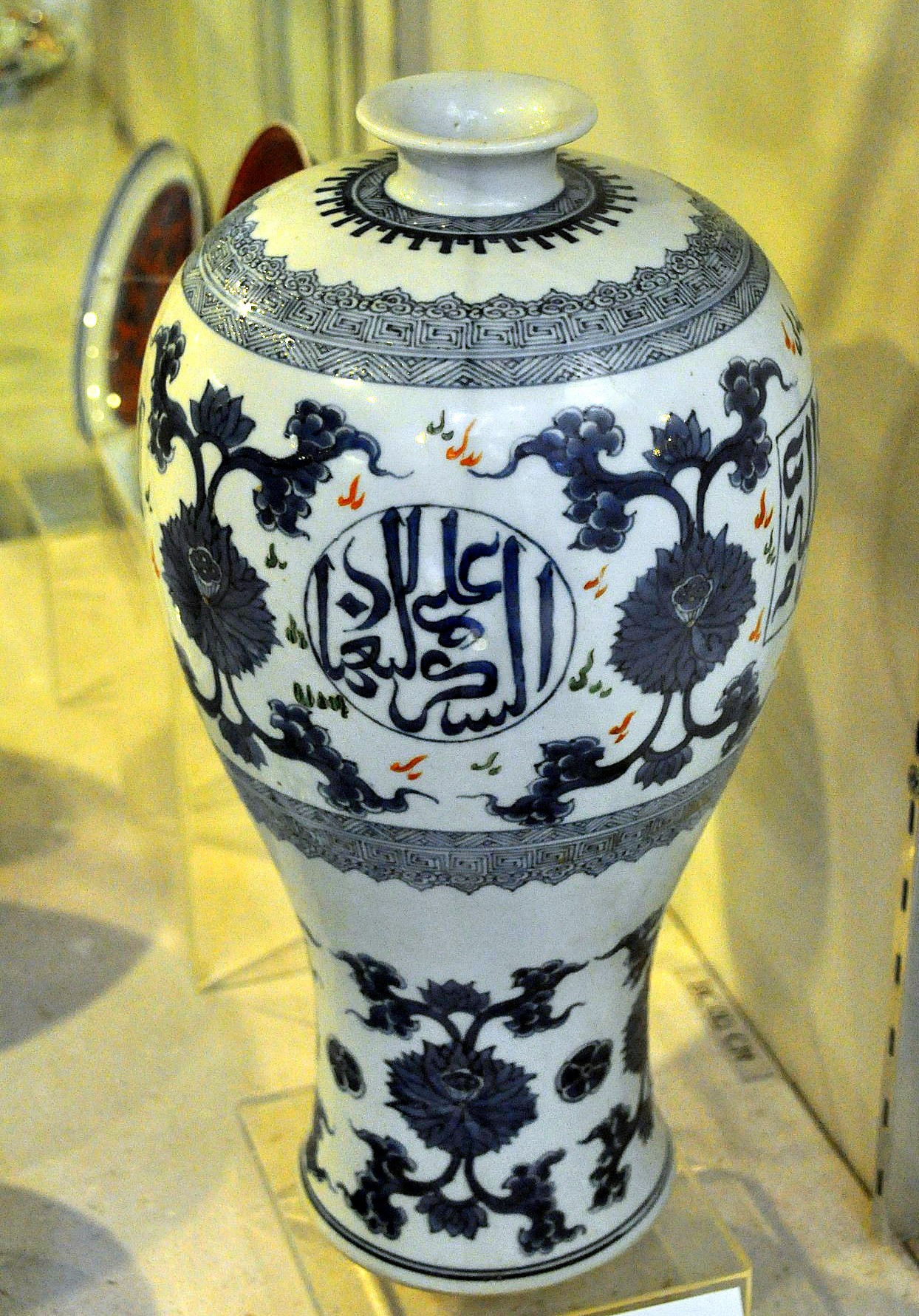
Vase meiping, dynastie Ming, XVIe siècle. Inscription arabe. Porcelaine avec bleu sous glaçure et petites touches d'émail surglaçant. Collection Burrell, Glasgow, Royaume-Uni